# Biosociale theorie
De biosociale theorie of biosociale verklaring is de wisselwerking tussen het biologische en sociale, een integrale benadering waarbij gedrag door zowel de maatschappelijke factoren als de biologische kenmerken van een individu wordt verklaard, vaak bij deviant gedrag. Een voorbeeld is de dialectische gedragstherapie voor borderline-persoonlijkheidsstoornisen. In de biosociale criminologie wordt daarbij de nadruk gelegd op criminaliteit.
De nadruk ligt hierbij op de korte termijn, terwijl in de sociobiologie sprake kan zijn van aanpassingsprocessen van duizenden jaren.